# Nate Smith
Nate Smith (Paradise, California, 19 de septiembre de 1985) es un cantante, músico y compositor de música country estadounidense contratado por Sony Music Nashville. Después de que su canción "Wildfire" se volviera viral en TikTok en 2020, firmó un contrato con Sony/ATV. Ganó popularidad en las redes sociales antes de conseguir su contrato discográfico con un sello importante. Anteriormente había firmado con Word Records.

## Biografía y carrera
Nacido y criado en Paradise, California, Smith se inició en la música gracias al líder de jóvenes de su iglesia y cita a Garth Brooks, Tom Petty y Fleetwood Mac como sus mayores influencias. Después de mudarse a Nashville a los 23 años, firmó un contrato discográfico con Word Records y un contrato editorial con Centricity Music. Durante este tiempo, abrió conciertos para artistas como Brett Eldredge, Eli Young Band y X Ambassadors.
Después de regresar a Paradise, California, en 2018, la casa de Smith, ubicada en el Butte County Camp Fire, se quemó. La tragedia lo inspiró a escribir su exitosa canción "One of These Days". La noticia de su lanzamiento fue difundida por la prensa local y varios medios nacionales, incluida NPR, lo que animó a Smith a regresar a Nashville y continuar con su carrera musical.
Después de mudarse, Smith lanzó su siguiente sencillo, "Wildfire". Un clip del artista cantando su canción se volvió viral en la red social TikTok, obteniendo más de 3 millones de visitas. Unos meses después, en noviembre de 2021, Smith firmó un contrato discográfico con Sony Music Nashville, y lanzó su canción debut con un sello importante, "Raised Up", que coescribió con el exitoso compositor Jonathan Smith. Pronto le siguió "I Don't Wanna Go to Heaven". La canción lo ayudó a aparecer en las listas de Artistas a seguir de 2022 de Country Now, Country Lifestyle Network y PopWrapped.
Después de que Arista Nashville cerrara en marzo de 2023, Smith fue reasignado a la división de Nashville de RCA Records. La canción "Bulletproof" fue lanzada el 2 de febrero de 2024 como el sencillo principal del EP de Smith Through the Smoke. La canción fue posteriormente regrabada con Avril Lavigne. Esta versión fue lanzada el 16 de mayo de 2024. Nate actuó en el "Wild West Festival" en Hays, Kansas, en verano de ese mismo año.
El sencillo "Can You Die from a Broken Heart" se lanzó el 30 de septiembre de 2024, cuatro días antes del estreno de su segundo álbum California Gold. La canción cuenta con la voz de Avril Lavigne, quien había colaborado previamente con Smith en mayo de 2024.

## Discografía

### Álbumes de estudio
| Título          | Detalles                                                                                                  | Posiciones máximas en los gráficos | Posiciones máximas en los gráficos | Posiciones máximas en los gráficos | Certificaciones |
| Título          | Detalles                                                                                                  | US                                 | US Country                         | CAN                                | Certificaciones |
| --------------- | --- | ---------------------------------- | ---------------------------------- | ---------------------------------- | --------------- |
| Nate Smith      | - Fecha de lanzamiento: 28 de abril de 2023 - Etiqueta: Arista Nashville - Formatos: CD, descarga digital | 30                                 | 6                                  | 24                                 | - RIAA: Oro     |
| California Gold | - Fecha de lanzamiento: 4 de octubre de 2024 - Etiqueta: Sony Music - Formatos: CD, descarga digital      | 65                                 | 12                                 | 45                                 |                 |

### EPs
| Título            | Detalles                                                                                       |
| ----------------- | ---------------------------------------------------------------------------------------------- |
| Through the Smoke | - Fecha de lanzamiento: 5 de abril de 2024 - Etiqueta: Sony Music - Formatos: Descarga digital |

### Sencillos
| Título                                                  | Año  | Posiciones más altas en los gráficos | Posiciones más altas en los gráficos | Posiciones más altas en los gráficos | Posiciones más altas en los gráficos | Posiciones más altas en los gráficos | Posiciones más altas en los gráficos | Certificaciones                     | Álbum           |
| Título                                                  | Año  | US                                   | US Country Songs                     | US Country Airplay                   | CAN                                  | CAN Country                          | NZ Hot                               | Certificaciones                     | Álbum           |
| ------------------------------------------------------- | ---- | ------------------------------------ | ------------------------------------ | ------------------------------------ | ------------------------------------ | ------------------------------------ | ------------------------------------ | ----------------------------------- | --------------- |
| "Whiskey on You"                                        | 2022 | 43                                   | 11                                   | 1                                    | —                                    | 1                                    | —                                    | - RIAA: 3× Platino - MC: 2× Platino | Nate Smith      |
| "World on Fire"                                         | 2023 | 21                                   | 6                                    | 1                                    | 39                                   | 1                                    | —                                    | - RIAA: Platino - MC: Platino       | Nate Smith      |
| "Bulletproof"                                           | 2024 | 37                                   | 10                                   | 3                                    | 52                                   | 3                                    | 20                                   | - RIAA: Platino                     | California Gold |
| "Drinkin' Buddies" (con Lee Brice y Hailey Whitters)    | 2024 | —                                    | —                                    | 26                                   | —                                    | 59                                   | —                                    |                                     | TBA             |
| "I Like It" (con Alesso)                                | 2024 | —                                    | —                                    | —                                    | 60                                   | —                                    | —                                    |                                     | California Gold |
| "Can You Die from a Broken Heart" (feat. Avril Lavigne) | 2024 | —                                    | 29                                   | —                                    | —                                    | —                                    | —                                    |                                     | California Gold |
| "Fix What You Didn't Break"                             | 2024 | 88                                   | 24                                   | 49                                   | —                                    | —                                    | 27                                   |                                     | California Gold |

### Sencillos promocionales
| Título                       | Año  | Posiciones más altas en los gráficos | Posiciones más altas en los gráficos | Certificaciones  | Álbum      |
| Título                       | Año  | US                                   | US Country                           | Certificaciones  | Álbum      |
| ---------------------------- | ---- | ------------------------------------ | ------------------------------------ | ---------------- | ---------- |
| "Under My Skin"              | 2020 | —                                    | —                                    | - RIAA: Oro      | Nate Smith |
| "I Don't Wanna Go to Heaven" | 2021 | —                                    | —                                    | - MC: Oro        | Nate Smith |
| "Wreckage"                   | 2022 | 69                                   | 20                                   | - RIAA: Platinum | Nate Smith |